# Lonzu

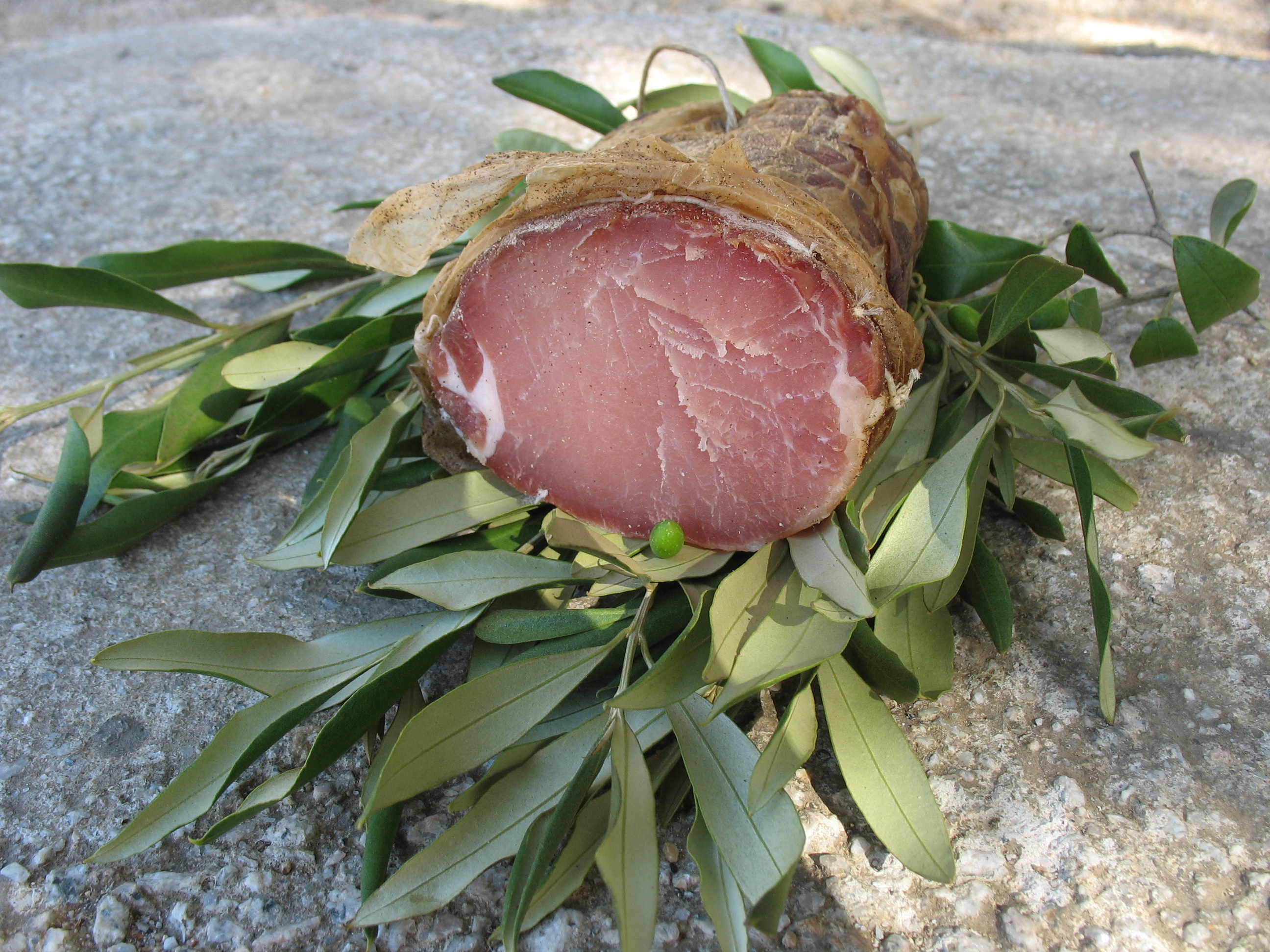
Halbierter Lonzu

Lonzu (pl.: Lonzi) ist eine korsische Fleischspezialität, ähnlich dem spanischen Lomo embuchado.

## Herstellung
Lonzu wird aus Schweinefilet hergestellt, üblicherweise ergibt ein Filet zwei Lonzi. Die Fleischstücke werden direkt nach dem Auslösen gesalzen (ca. 35 g / Kilogramm Fleisch) und in einem Gefäß vier bis fünf Tage kühl gelagert. Hierbei verliert das Fleisch Wasser. Die Stücke werden wieder gesalzen, gepfeffert und mit Wein gewaschen. Das Filet wird sodann durch Umbinden mit Bindfaden bzw. Schnur in einem Schweinedarm fixiert, im Anschluss geräuchert und einige Monate getrocknet.

## Verwendung
Lonzu wird in korsischen Gaststätten im Rahmen einer Vorspeisenplatte, der „Charcuterie Corse“ angeboten, die auch andere Fleischspezialitäten wie Coppa, Figatellu, verschiedene Salamis aus Wild- und Hausschweinen, Prisuttu (roher luftgetrockneter Schinken) und Pancetta beinhaltet.